# 瓦尔瑟里讷河畔贝勒加德
瓦尔瑟里讷河畔贝勒加德（法語：Bellegarde-sur-Valserine，法語發音：[bɛlɡaʁd syʁ valsəʁin]），简称贝勒加德，是法国东部安省的一个旧市镇，位于该省东部，属于楠蒂阿区。2019年1月1日，瓦尔瑟里讷河畔贝勒加德与临近的2个市镇合并为新市镇瓦尔瑟罗讷，瓦尔瑟里讷河畔贝勒加德为新市镇行政中心。

## 地理
瓦尔瑟里讷河畔贝勒加德（46°6'27"N, 5°49'33"E）面积15.25 平方千米，位于法国奥弗涅-罗讷-阿尔卑斯大区安省，该省份为法国东部省份，北起汝拉省，西北接索恩-卢瓦尔省，西接罗讷省和里昂大都会，南至伊泽尔省，东与萨瓦省、上萨瓦省和瑞士接壤。
与瓦尔瑟里讷河畔贝勒加德接壤的市镇（或旧市镇、城区）包括：比利亚、米沙耶地区沙蒂永、科隆日、朗克朗、莱阿、维尔、埃卢瓦斯、罗讷河畔圣日耳曼。
瓦尔瑟里讷河畔贝勒加德的时区为UTC+01:00、UTC+02:00（夏令时）。

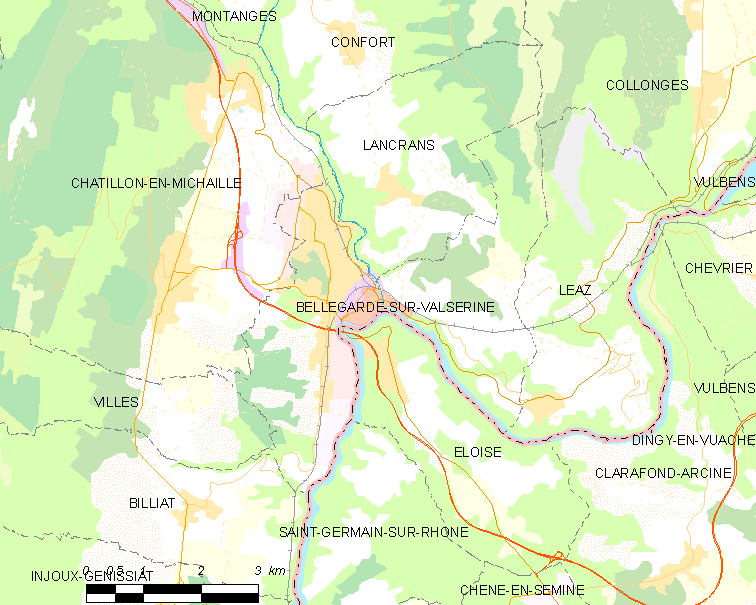
瓦尔瑟里讷河畔贝勒加德的OSM定位图

## 行政
瓦尔瑟里讷河畔贝勒加德的邮政编码为01200，INSEE市镇编码为01033。

## 政治
瓦尔瑟里讷河畔贝勒加德所属的省级选区为瓦尔瑟罗讷县。

## 交通
贝勒加德站是这一地区的一个铁路枢纽。

## 人口
瓦尔瑟里讷河畔贝勒加德于2018年1月1日时的人口数量为11450人。

1962-2008年间瓦尔瑟里讷河畔贝勒加德人口变化图示

瓦尔瑟里讷河畔贝勒加德人口变化图示
| 数据来源：INSEE |